# Shlomo Sand
Shlomo Sand, hebreiska: שלמה זנד, född 10 september 1946 i Österrike, är en israelisk historiker och professor emeritus vid Tel Avivs universitet.
Sand har publicerat flera källkritiska granskningar av det judiska folkets och Israel historia, bland annat boken Skapandet av det judiska folket (utgiven på hebreiska 2008, i engelsk översättning 2009 som The Invention of the Jewish People och i svensk översättning 2010), The Invention of the Land of Israel (utgiven på hebreiska 2012 och i engelsk översättning 2013) och How I Stopped Being a Jew (2013).

## Biografi
Sand avlade 1982 sin doktorsexamen vid École des hautes études en sciences sociales i Frankrike och är sedan 1988 verkam vid Tel Avivs universitet där han 2002 blev ordinarie professor. 2014 gick han i pension.
Sand har publicerat flera böcker inom olika historiska områden.